# Tumulto I
Tumulto, más conocido como Tumulto I, es el tercer álbum de estudio de la banda chilena de hard rock Tumulto lanzado en 1987 por Sonotec. Incluye Rubia de los ojos celestes, uno de los mayores éxitos de la banda.

## Lista de canciones
| N.º   | Título                       | Música y letra  | Duración |  |
| 1.    | «Rubia de los ojos celestes» | Aranda, Vergara | 3:34     |  |
| 2.    | «Me tienes atrapado»         | Aranda          | 3:55     |  |
| 3.    | «Fantasías»                  | Vergara         | 5:12     |  |
| 4.    | «Hey que pasa»               | Aranda          | 3:54     |  |
| 5.    | «Somos el Rock»              | Aranda          | 3:49     |  |
| 6.    | «Noche»                      | Aranda, Vergara | 4:33     |  |
| 25:00 |                              |                 |          |  |

## Integrantes
- Orlando Aranda: Guitarra y voz
- Alfonso Vergara: Bajo y voz
- Jorge Fritz: Teclados
- Robinson Campos: Batería